# Miroslav Petelin
Miroslav Petelin [míroslav petelín], slovenski častnik, * 26. februar 1890, Prestranek, † 5. februar 1964, Ljubljana.
Petelin je bil stotnik avstro-ogrske vojske, Maistrov borec za severno mejo odlikovan z zlato medaljo za pogum, polkovnik Vojske Kraljevine Jugoslavije.

## Odlikovanja
- red belega orla z meči 4. stopnje